# Dyskografia Motörhead
Dyskografia brytyjskiej grupy muzycznej Motörhead, powstałej w 1975 roku z inicjatywy basisty i wokalisty Iana „Lemmy’ego” Kilmistera, który aż do śmierci pozostawał jedynym stałym członkiem grupy. Grupa odniosła sukces komercyjny w latach 80 XX wieku, natomiast jej albumy Overkill, Bomber oraz Ace of Spades stały się inspiracją dla wielu wykonawców z nurtu heavy metal.
Kilmister mimo kategoryzacji w gatunkach thrash i speed metal na którego rozwój wywarł wpływ określał muzykę Motörhead jako rock n' roll. Poniższa lista obejmuje dwadzieścia albumów studyjnych, dziesięć albumów koncertowych, dwanaście kompilacji, cztery minialbumy, dwadzieścia singli oraz dziesięć wideogramów.

## Albumy studyjne
| Motörhead                   | - Data: 24 września 1977 - Wydawca: Chiswick Records    | –   | 43  | –  | –  | –  | –  | –  | –   | –  | –  |                   | - UK: srebrna płyta |
| Overkill                    | - Data: 24 marca 1979 - Wydawca: Bronze Records         | –   | 24  | –  | –  | –  | –  | –  | –   | –  | –  |                   | - UK: srebrna płyta |
| Bomber                      | - Data: 27 listopada 1979 - Wydawca: Bronze Records     | –   | 12  | –  | –  | –  | –  | –  | –   | –  | –  |                   | - UK: srebrna płyta |
| On Parole                   | - Data: 8 grudnia 1979 - Wydawca: United Artists        | –   | –   | –  | –  | –  | –  | –  | –   | –  | –  |                   |                     |
| Ace of Spades               | - Data: 8 listopada 1980 - Wydawca: Bronze Records      | –   | 4   | –  | 37 | –  | –  | –  | –   | –  | –  |                   | - UK: złota płyta   |
| Iron Fist                   | - Data: 17 kwietnia 1982 - Wydawca: Bronze Records      | 174 | 6   | –  | 4  | 25 | 26 | –  | –   | –  | –  |                   | - UK: srebrna płyta |
| Another Perfect Day         | - Data: 4 czerwca 1983 - Wydawca: Bronze Records        | 153 | 20  | –  | –  | 18 | 39 | –  | –   | –  | –  |                   |                     |
| Orgasmatron                 | - Data: 9 sierpnia 1986 - Wydawca: WTG Records          | 157 | 21  | –  | –  | –  | 69 | –  | –   | –  | –  |                   |                     |
| Rock ’n’ Roll               | - Data: 5 września 1987 - Wydawca: WTG Records          | 150 | 34  | –  | –  | 41 | 69 | –  | –   | –  | –  |                   |                     |
| 1916                        | - Data: 26 lutego 1991 - Wydawca: WTG Records           | 142 | 24  | –  | –  | 23 | –  | –  | –   | –  | 24 |                   |                     |
| March ör Die                | - Data: 14 sierpnia 1992 - Wydawca: Epic Records        | –   | 60  | 21 | –  | 42 | –  | –  | –   | 16 | 18 |                   |                     |
| Bastards                    | - Data: 29 listopada 1993 - Wydawca: ZYX Records        | –   | –   | –  | –  | 48 | –  | –  | –   | –  | –  |                   |                     |
| Sacrifice                   | - Data: 13 stycznia 1995 - Wydawca: Steamhammer/SPV     | –   | –   | 31 | –  | 36 | –  | –  | –   | –  | –  |                   |                     |
| Overnight Sensation         | - Data: 15 października 1996 - Wydawca: Steamhammer/SPV | –   | –   | 71 | –  | 60 | –  | 39 | –   | –  | –  |                   |                     |
| Snake Bite Love             | - Data: 3 marca 1998 - Wydawca: Steamhammer/SPV         | –   | 171 | 47 | –  | 49 | –  | –  | –   | –  | –  |                   |                     |
| We Are Motörhead            | - Data: 15 maja 2000 - Wydawca: Steamhammer/SPV         | –   | 91  | 21 | –  | 33 | –  | 39 | –   | –  | –  | - USA: 5,9 tys.+  |                     |
| Hammered                    | - Data: 9 kwietnia 2002 - Wydawca: Steamhammer/SPV      | –   | 113 | 39 | –  | 18 | –  | 34 | 113 | –  | –  | - USA: 12,9 tys.+ |                     |
| Inferno                     | - Data: 22 czerwca 2004 - Wydawca: Steamhammer/SPV      | –   | 95  | 10 | –  | 34 | –  | 17 | 58  | 44 | 36 | - USA: 3,1 tys.+  |                     |
| Kiss of Death               | - Data: 29 sierpnia 2006 - Wydawca: Steamhammer/SPV     | –   | 45  | 4  | 9  | 13 | 64 | 16 | 37  | 20 | 26 | - USA: 3,5 tys.+  |                     |
| Motörizer                   | - Data: 26 sierpnia 2008 - Wydawca: Steamhammer/SPV     | 82  | 32  | 5  | 11 | 10 | 58 | 9  | 24  | 13 | 11 | - USA: 6,4 tys.+  |                     |
| The Wörld Is Yours          | - Data: 14 grudnia 2010 - Wydawca: UDR Music            | 94  | 45  | 25 | 40 | 24 | –  | 15 | 89  | 34 | 24 | - USA: 10,9 tys.+ |                     |
| Aftershock                  | - Data: 21 października 2013 - Wydawca: UDR Music       | 22  | 115 | 5  | 6  | 8  | 64 | 5  | 14  | 7  | 6  | - USA: 17,4 tys.+ |                     |
| Bad Magic                   | - Data: 28 sierpnia 2015 - Wydawca: UDR Music           | 35  | 10  | 1  | 7  | 4  | 7  | 1  | 12  | 1  | 2  | - USA: 18,1 tys.+ |                     |
| „—” album nie był notowany. |                                                         |     |     |    |    |    |    |    |     |    |    |                   |                     |

## Albumy koncertowe
| No Sleep ’til Hammersmith                                           | - Data: 1 czerwca 1981 - Wydawca: Bronze Records       | 1  | –  | –  | –   | –  | - UK: srebrna płyta |
| What’s Words Worth                                                  | - Data: 5 marca 1983 - Wydawca: Big Beat               | –  | –  | –  | –   | –  |                     |
| No Sleep at All                                                     | - Data: 15 października 1988 - Wydawca: GWR Records    | –  | –  | –  | –   | –  |                     |
| Live at Brixton ’87                                                 | - Data: 12 kwietnia 1994 - Wydawca: Roadrunner Records | –  | –  | –  | –   | –  |                     |
| Everything Louder than Everyone Else                                | - Data: 23 marca 1999 - Wydawca: SPV GmbH              | –  | –  | –  | –   | –  |                     |
| Live at Brixton Academy. The Complete Concert                       | - Data: 17 listopada 2003 - Wydawca: Steamhammer       | –  | –  | –  | –   | –  |                     |
| BBC Live & In-Session                                               | - Data: 15 listopada 2005 - Wydawca: BBC               | –  | –  | –  | –   | –  |                     |
| Better Motörhead than Dead: Live at Hammersmith                     | - Data: 16 lipca 2007 - Wydawca: SPV GmbH              | –  | 74 | –  | 176 | –  |                     |
| The Wörld Is Ours - Vol. 1: Everywhere Further Than Everyplace Else | - Data: 18 listopada 2011 - Wydawca: EMI               | –  | 51 | –  | –   | 32 |                     |
| The Wörld Is Ours - Vol. 2: Anyplace Crazy As Anywhere Else         | - Data: 21 września 2012 - Wydawca: UDR Music          | –  | 44 | –  | –   | –  |                     |
| Clean Your Clock                                                    | - Data: 10 czerwca 2016 - Wydawca: UDR Music           | 36 | 2  | 18 | 77  | 9  |                     |
| „—” album nie był notowany.                                         |                                                        |    |    |    |     |    |                     |

## Kompilacje
| No Remorse                          | - Data: 15 września 1984 - Wydawca: Roadrunner Records       | 14 | –  | –  | - UK: srebrna płyta |
| The Best of Motörhead               | - Data: 6 lipca 1993 - Wydawca: Roadrunner Records           | –  | –  | –  |                     |
| All the Aces: The Best of Motörhead | - Data: 1993 - Wydawca: Sanctuary Records                    | –  | –  | –  |                     |
| Protect the Innocent                | - Data: 25 sierpnia 1997 - Wydawca: Essential                | –  | –  | –  |                     |
| Deaf Forever: The Best of Motörhead | - Data: 8 sierpnia 2000 - Wydawca: Castle Select             | –  | –  | –  |                     |
| The Best of                         | - Data: 28 sierpnia 2000 - Wydawca: Metal-Is Records         | 52 | 97 | 30 |                     |
| Over the Top: The Rarities          | - Data: 26 września 2000 - Wydawca: Castle Communications    | –  | –  | –  |                     |
| Tear Ya Down: The Rarities          | - Data: 7 maja 2002 - Wydawca: Sanctuary Records             | –  | –  | –  |                     |
| The Very Best of Motorhead          | - Data: 21 maja 2002 - Wydawca: Sanctuary Records            | –  | –  | –  |                     |
| Hellraiser – Best of the Epic Years | - Data: 26 maja 2003 - Wydawca: Sony Music Entertainment     | –  | –  | 49 |                     |
| Stone Deaf Forever!                 | - Data: 6 października 2003 - Wydawca: Castle Communications | –  | –  | –  |                     |
| „—” album nie był notowany.         |                                                              |    |    |    |                     |

## Minialbumy
| The Golden Years             | - Data: 8 maja 1980 - Wydawca: Big Beat     | 43 |
| Beer Drinkers & Hell Raisers | - Data: 22 listopada 1980 - Wydawca: Bronze | 8  |
| St. Valentine’s Day Massacre | - Data: 1 lutego 1981 - Wydawca: Bronze     | 5  |
| Stand by Your Man            | - Data: 1982 - Wydawca: Bronze              | —  |
| ’92 Tour EP                  | - Data: 1992 - Wydawca: WTG/Epic            | 63 |
| „—” album nie był notowany.  |                                             |    |

## Albumy wideo
| Live in Toronto                                                    | - Data: 1982 - Wydawca: Castle Communications        | –  | – | –  | – | –  | – |
| Deaf Not Blind                                                     | - Data: 1986 - Wydawca: Bronze Records               | –  | – | –  | – | –  | – |
| The Birthday Party                                                 | - Data: 1986 - Wydawca: Wienerworld                  | –  | – | –  | – | –  | – |
| 25 & Alive Boneshaker                                              | - Data: 26 października 2001 - Wydawca: Steamhammer  | –  | – | –  | – | –  | – |
| Motörhead EP                                                       | - Data: 2002 - Wydawca: Classic Pictures             | –  | – | –  | – | –  | – |
| Classic Albums: Motörhead – Ace of Spades                          | - Data: 22 marca 2005 - Wydawca: Eagle Vision        | –  | – | 13 | 5 | –  | – |
| Stage Fright                                                       | - Data: 18 lipca 2005 - Wydawca: Steamhammer         | 53 | – | 3  | – | –  | – |
| Attack In Switzerland: Live in 2002                                | - Data: 19 października 2010 - Wydawca: IMV Blueline | –  | – | –  | – | –  | – |
| The Wörld Is Ours Vol. 1 - Everywhere Further Than Everyplace Else | - Data: 14 listopada 2011 - Wydawca: EMI             | –  | 6 | 5  | – | 33 | – |
| The Wörld Is Ours Vol. 2 - Anyplace Crazy as Anywhere Else         | - Data: 21 września 2012 - Wydawca: Nuclear Blast    | –  | 2 | 1  | 8 | 3  | 7 |
| Clean Your Clock                                                   | - Data: 10 czerwca 2016 - Wydawca: UDR Music         | –  | 2 | –  | – | –  | – |
| „—” album nie był notowany.                                        |                                                      |    |   |    |   |    |   |

## Teledyski
| Tytuł                                | Rok  | Reżyseria                         | Album                             |
| ------------------------------------ | ---- | --------------------------------- | --------------------------------- |
| „Motörhead"                          | 1979 | Keith „Keef” MacMillan            | Motörhead                         |
| „Overkill"                           | 1979 | Keith „Keef” MacMillan            | Overkill                          |
| „Stay Clean”                         | 1979 | Keith „Keef” MacMillan            | Overkill                          |
| „No Class”                           | 1979 | Keith „Keef” MacMillan            | Overkill                          |
| „Capricorn”                          | 1979 | Keith „Keef” MacMillan            | Overkill                          |
| „Bomber"                             | 1979 | Keith „Keef” MacMillan            | Bomber                            |
| „Dean Men Tell No Tales”             | 1979 | Keith „Keef” MacMillan            | Bomber                            |
| „Poison”                             | 1979 | Keith „Keef” MacMillan            | Bomber                            |
| „Ace Of Spades”                      | 1980 | Keith „Keef” MacMillan            | Ace of Spades                     |
| „The Chase is Better than The Catch" | 1980 | Keith „Keef” MacMillan            | Ace of Spades                     |
| „Please Don't Touch"                 | 1981 | —                                 | St. Valentine’s Day Massacre (EP) |
| „Iron Fist”                          | 1982 | Keith „Keef” MacMillan            | Iron Fist                         |
| „One Track Mind”                     | 1983 | Keith „Keef” MacMillan            | Another Perfect Day               |
| „Shine”                              | 1983 | Keith „Keef” MacMillan            | Another Perfect Day               |
| „I Got Mine”                         | 1983 | Keith „Keef” MacMillan            | Another Perfect Day               |
| „Killed By Death”                    | 1984 | Rod Swenson                       | No Remorse                        |
| „Eat the Rich”                       | 1987 | —                                 | Rock ’n’ Roll                     |
| „I’m So Bad (Baby I Don’t Care)”     | 1991 | —                                 | 1916                              |
| „I Ain’t No Nice Guy”                | 1992 | —                                 | March ör Die                      |
| „Hellraiser”                         | 1992 | —                                 | March ör Die                      |
| „Burner”                             | 1993 | —                                 | Bastards                          |
| „Born to Raise Hell”                 | 1993 | Paul Rachman                      | Bastards                          |
| „Sacrifice”                          | 1995 | —                                 | Sacrifice                         |
| „I Don`t Believe A Word”             | 1996 | —                                 | Overnight Sensation               |
| „God Save The Queen”                 | 2000 | Vanessa Warwick, Justin B. Murphy | We Are Motörhead                  |
| „Brave New World”                    | 2002 | Stefan Browatzki                  | Hammered                          |
| „Serial Killer”                      | 2002 | —                                 | Hammered                          |
| „Life’s A Bitch”                     | 2004 | —                                 | Inferno                           |
| „Whorehouse Blues”                   | 2004 | Geraldine Geraghty                | Inferno                           |
| „Be My Baby”                         | 2006 | —                                 | Kiss of Death                     |
| „Rock Out”                           | 2008 | Greg Olliver, Wes Orshoski        | Motörizer                         |
| „Get Back In Line”                   | 2010 | —                                 | The Wörld Is Yours                |
| „I Know How To Die”                  | 2011 | —                                 | The Wörld Is Yours                |
| „Heartbreaker”                       | 2013 | —                                 | Aftershock                        |
| „Lost Woman Blues”                   | 2014 | —                                 | Aftershock                        |
| „When The Sky Comes Looking For You” | 2015 | Pep Bonet                         | Bad Magic                         |